# كهف سالفت يولييف
كهف صلوات يولييف (بالباشقيرية: Салауат мәмерйәһе)‏ هو كهف يقع في منطقة إيشيمبايسكي، جمهورية باشكورستان، وعلى بعد سبعة كيلومترات من قرية Makarovo. يشكل الكهف جزءًا من صخرة كليم-أوسكان التي تقع تحت نهر سيكاسيا. يتكون من ثلاثة مستويات مميزة ويبلغ طوله حوالي 35 مترًا. تمت تسمية الكهف على اسم فيلم سلافات يولاييف حيث تم التصوير هناك، على الرغم من الاعتقاد المحلي بأنه الكهف الذي اختبأ فيه بطل سلافات يولاييف.